# Grand-duc de Verreaux
Bubo lacteus
Espèce
Synonymes
- Bubo lacteus

Statut de conservation UICN

 LC  : Préoccupation mineure
Statut CITES
Le Grand-duc de Verreaux (Ketupa lactea, anciennement Bubo lacteus) est une espèce de rapaces nocturnes de l'Afrique subsaharienne de la famille des Strigidae.
C'est le troisième plus grand hibou au monde après le Kétoupa de Blakiston et le Hibou grand-duc, et le plus grand hibou d'Afrique. Il a été nommé en hommage au botaniste et ornithologue français Jules Verreaux.

## Description
Ce hibou atteint une longueur de 65 centimètres, pour une envergure de 1,40 mètre et un poids allant de 1 615 à 3 115 grammes, les femelles étant plus grandes que les mâles, comme chez la plupart des rapaces nocturnes. En apparence, il se distingue par un disque facial blanchâtre ovale avec une bordure noire, des yeux brun foncé, des paupières roses et deux touffes de plumes sur leurs oreilles. Le manteau et le dos sont brun-gris clair, avec des bandes blanches en quantité variable selon les individus. Les parties inférieures sont gris clair, finement vermiculées de clair et de foncé et plus sombres au niveau du cou.

## Écologie et comportement
Le Grand-duc de Verreaux est un oiseau nocturne qui se repose le jour dans de grands arbres. Il dort peu et se réveille très rapidement pour se défendre contre une attaque en plein jour.

### Alimentation

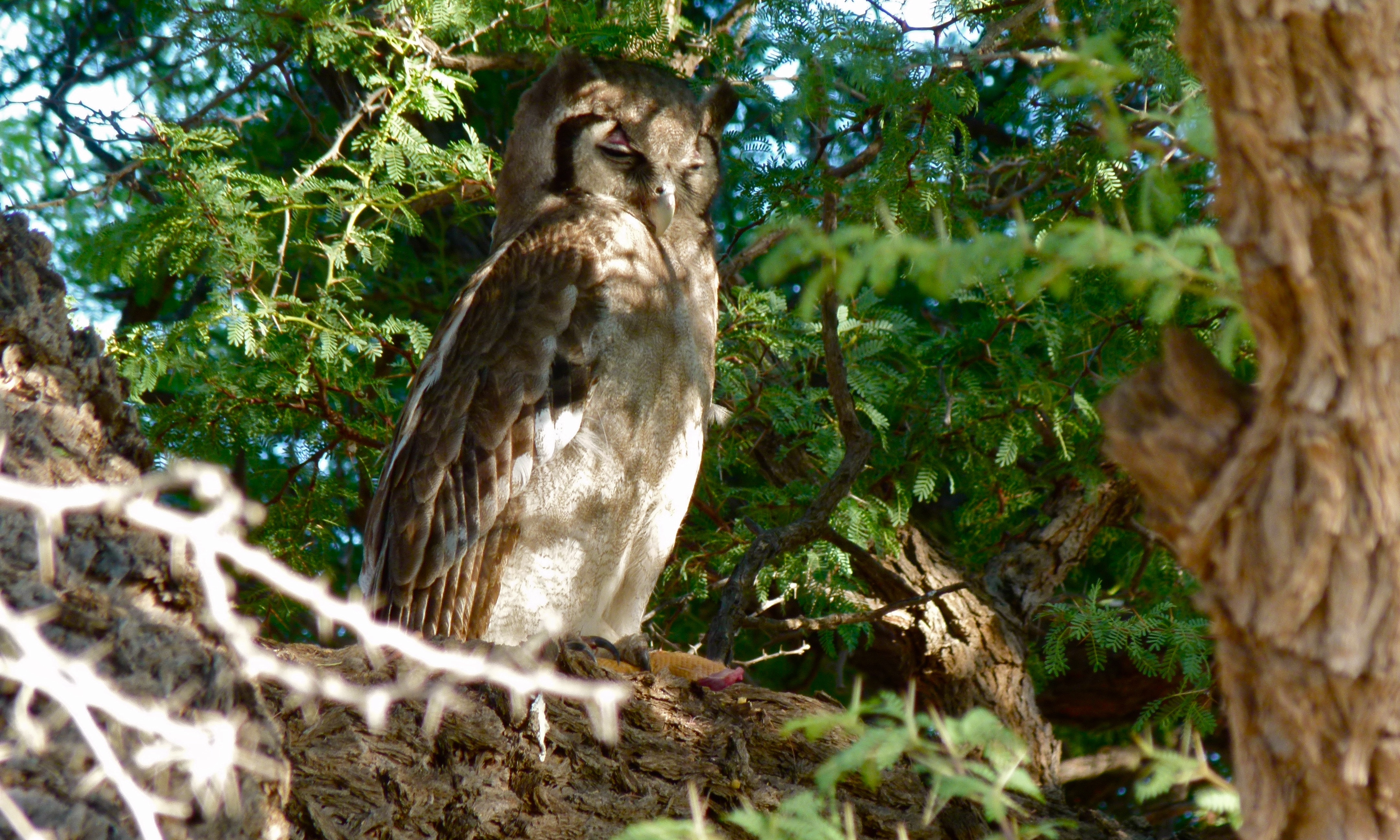
Grand-duc de Verreaux mangeant un Cobra du Cap.

Ce hibou chasse à l'affut, depuis un perchoir, en début de soirée. Il a une alimentation variée, il se nourrit de mammifères de taille moyenne (lièvres, mangoustes...) et d'oiseaux. Il mange aussi occasionnellement des poissons, grenouilles, reptiles ainsi que des arthropodes. C'est l'un des rares oiseaux à se nourrir de hérissons, dont il parvient à enlever les piquants.

### Reproduction
La reproduction a lieu de mars à septembre. Cette espèce ne construit pas de nids, mais récupère des nids abandonnés d'autres oiseaux, se sert par exemple des nids du républicain social comme plateforme ou utilise des trous dans de grands arbres. La femelle pond deux œufs et les couve pendant trente-huit jours. Elle reste sur le nid pendant toute la période d'incubation tandis que le mâle chasse la nourriture pour les deux. Le premier œuf à éclore détermine le premier à être nourri, et si la nourriture n'est pas abondante, seul le premier oisillon éclos sera nourri. Si la nourriture est abondante, les deux le seront. Les oisillons sont prêts à quitter le nid à neuf semaines, mais restent avec leurs parents pour un maximum de trois mois supplémentaires.

## Galerie

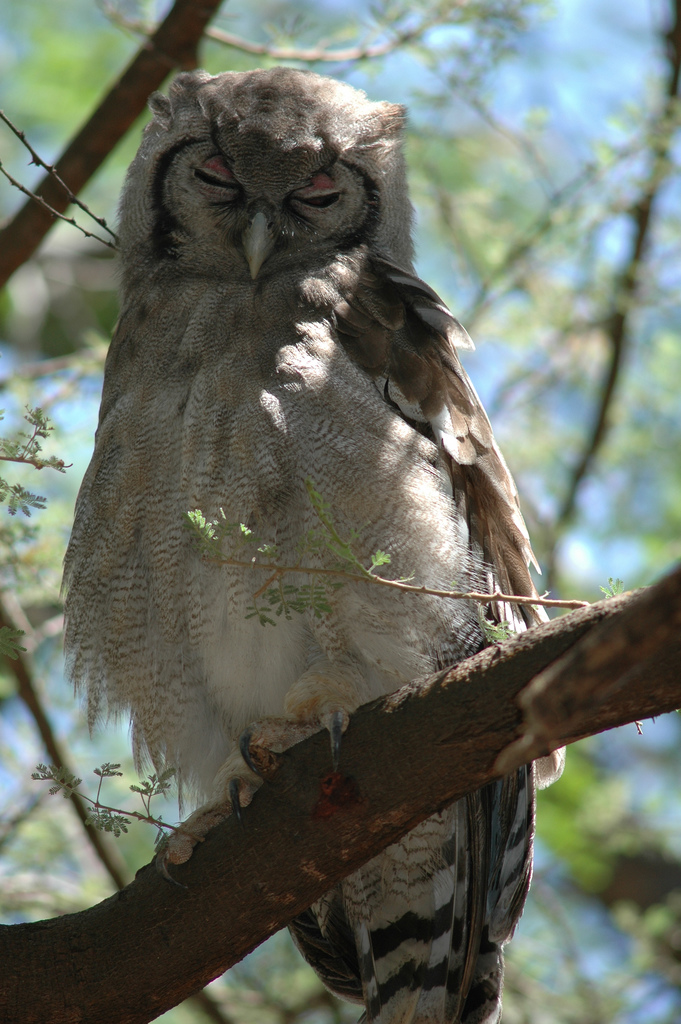
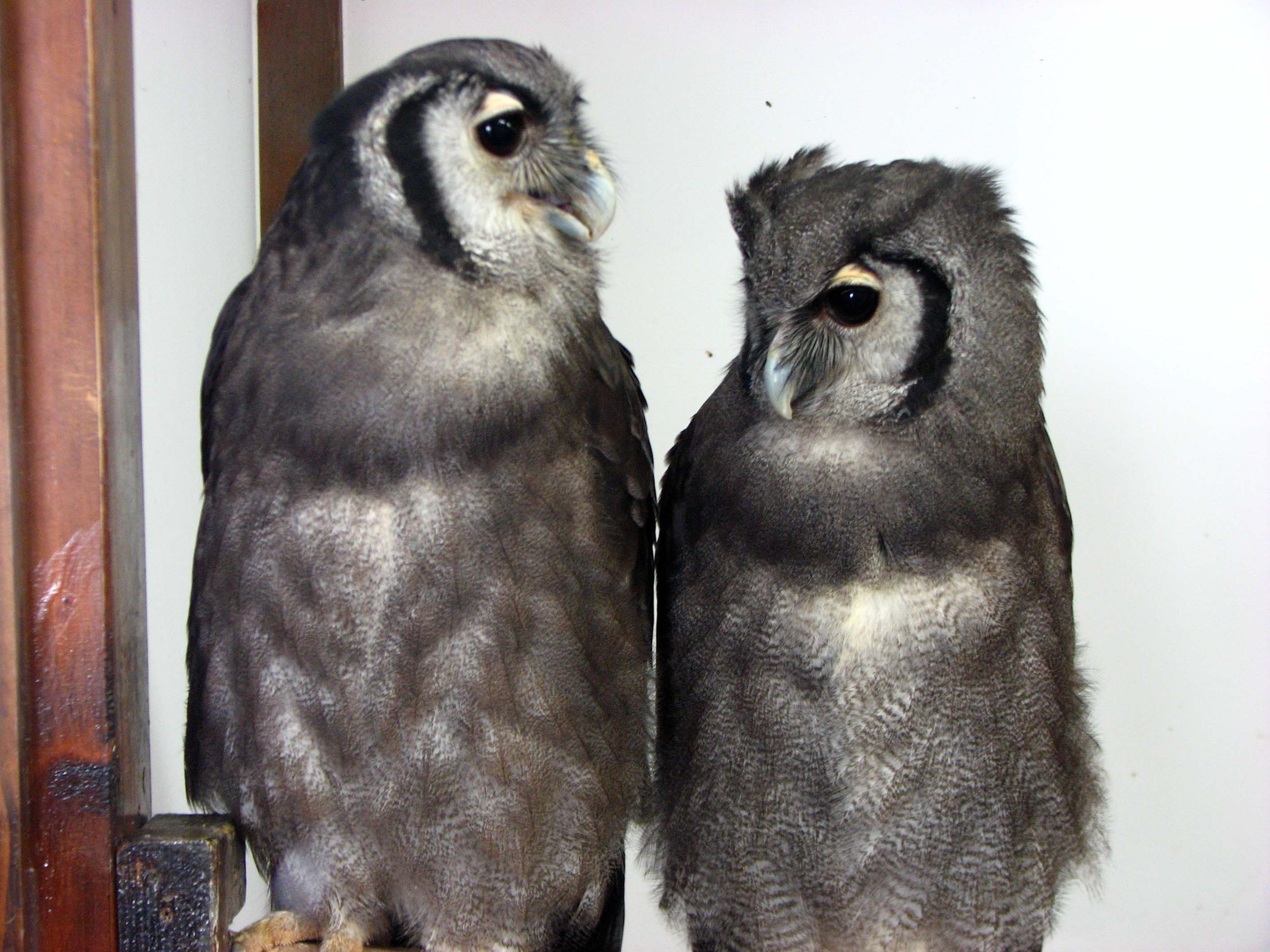
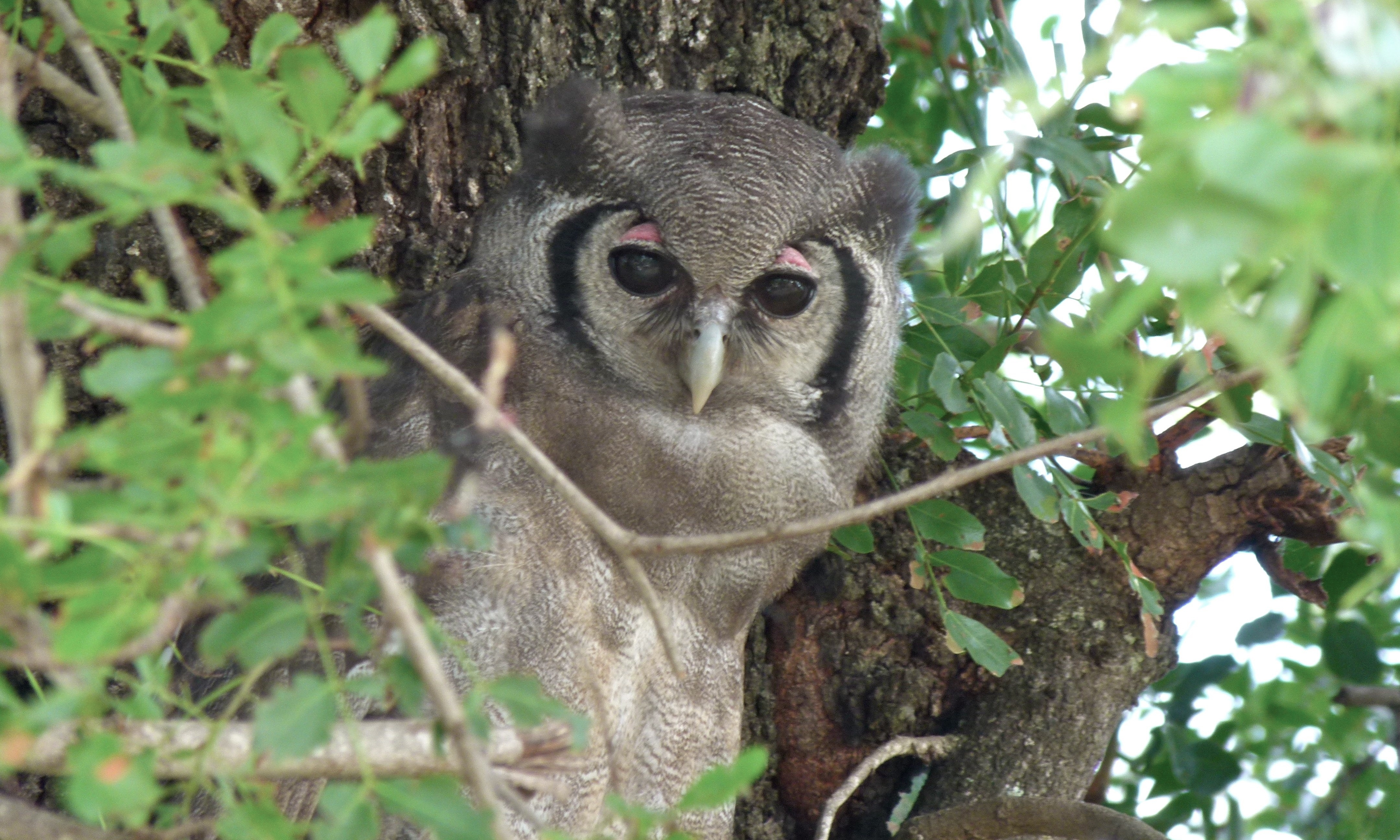
Ketupa lactea (Parc national Kruger, Afrique du Sud).

## Annexe